# 新林駅
新林駅（シンリムえき）は、大韓民国ソウル特別市冠岳区新林洞にあるソウル交通公社2号線とソウル軽電鉄新林線の駅。駅番号は2号線が230、新林線はS408。かつて2号線にはヤンジ病院の副駅名があった。

## 歴史
- 1984年5月22日 - ソウル特別市地下鉄公社（当時）の駅として2号線の駅が開業。
- 2005年1月1日 - ソウル特別市地下鉄公社がソウルメトロに改称。
- 2017年5月31日 - ソウル特別市都市鉄道公社とソウルメトロが統合され、ソウル交通公社の駅となる。
- 2022年5月28日 - ソウル軽電鉄新林線が開業し、乗換駅となる。

## 駅構造

### ソウル交通公社

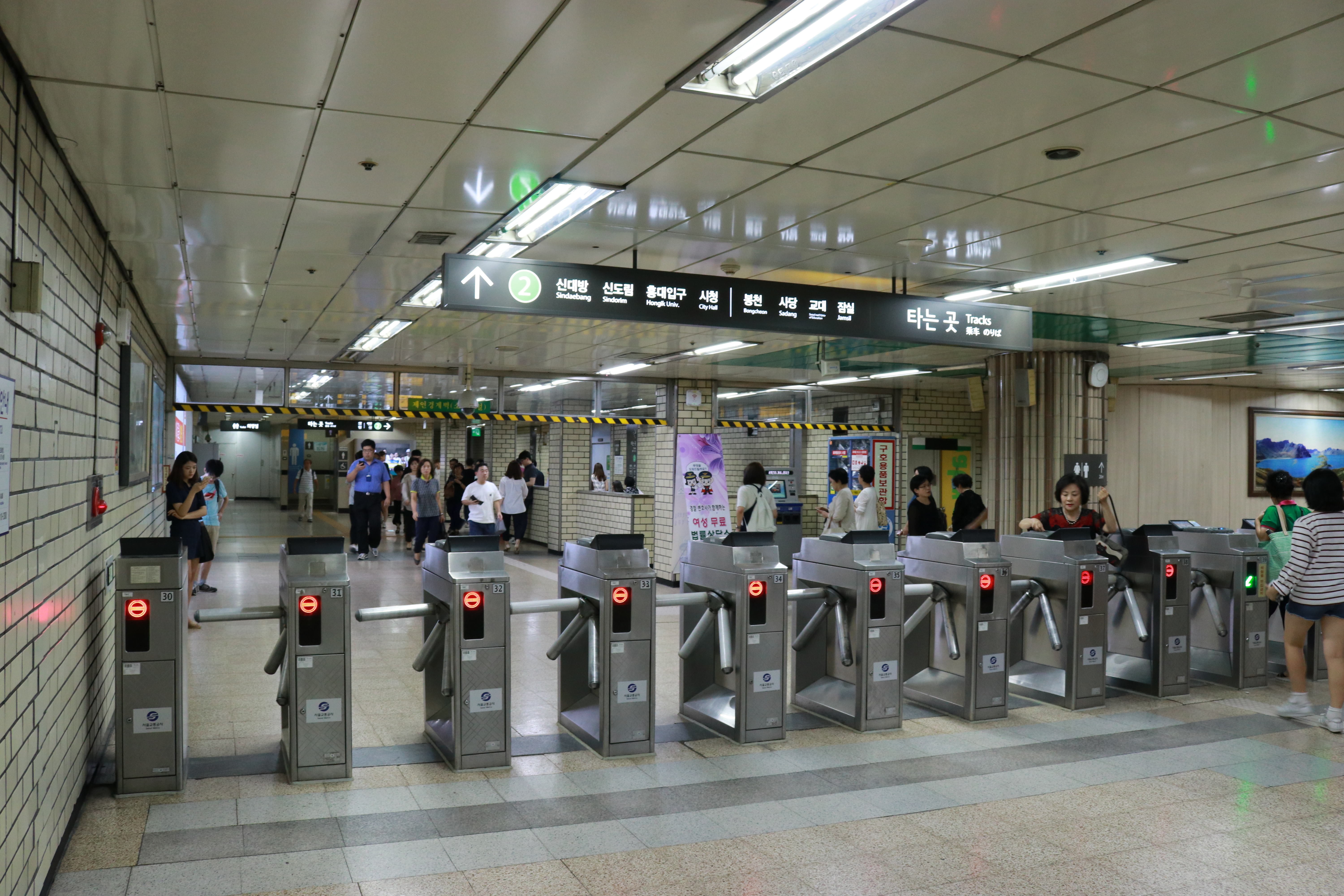
改札口

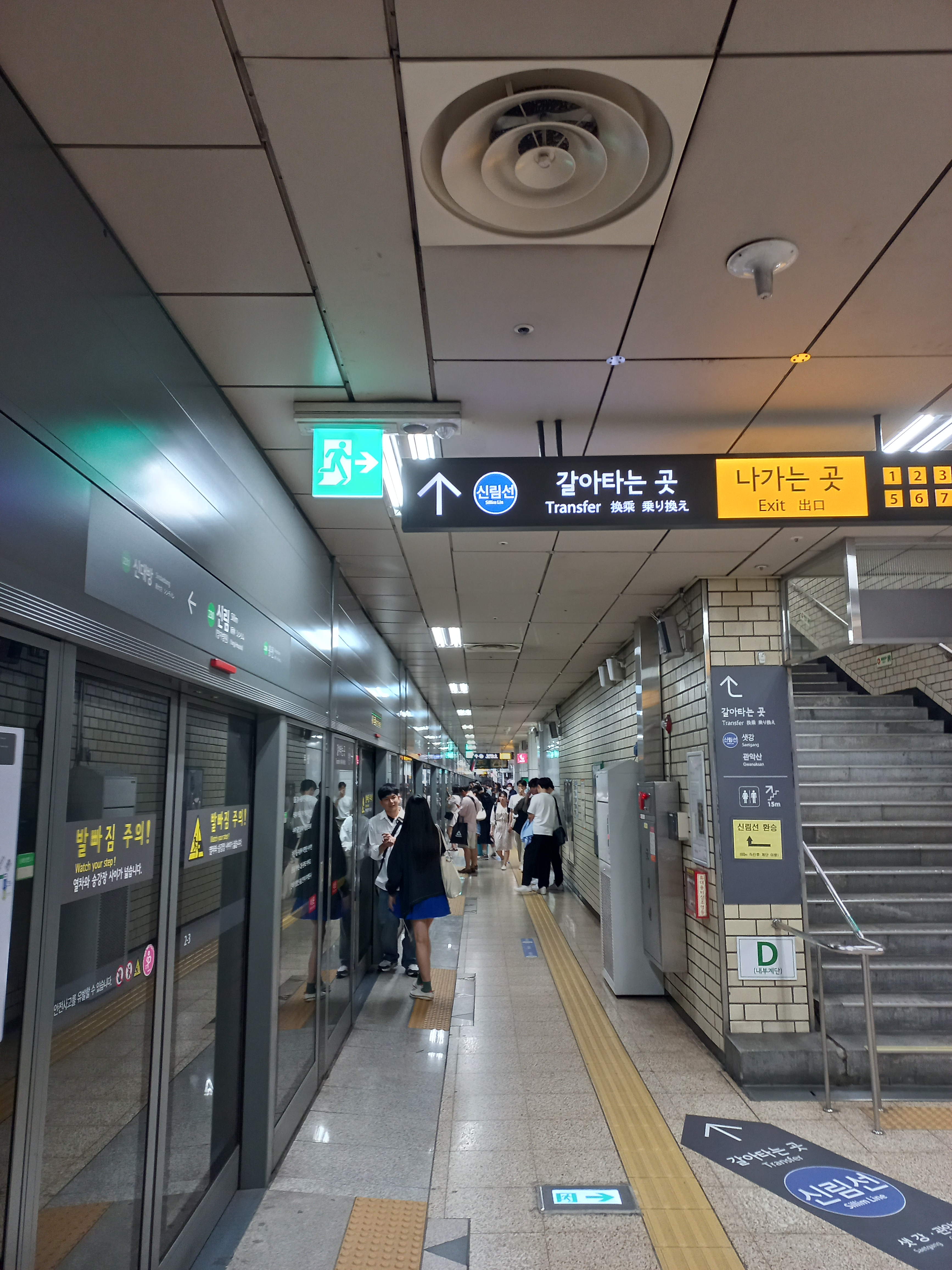
ホーム

島式ホーム1面2線を有する地下駅で、フルスクリーンタイプのホームドアが設置されている。
改札口は東側（奉天寄り）と西側（新大方寄り）の2ヶ所あり、互いにコンコースでつながっている。化粧室は改札外にある。
エレベーター完備。出入口は1番から8番までの計8ヶ所ある。

### のりば
- 案内上ののりば番号は設定されていない。

| 内回り | 2号線 | 大林・新道林・永登浦区庁・堂山方面 |
| 外回り | 2号線 | 舎堂・教大・江南・宣陵方面         |

## 利用状況
近年の一日平均利用人員推移は下記のとおり。
| 路線  | 路線     | 2000年  | 2001年  | 2002年  | 2003年  | 2004年  | 2005年  | 2006年  | 2007年  | 2008年  | 2009年  | 出典  |
| ----- | -------- | ------- | ------- | ------- | ------- | ------- | ------- | ------- | ------- | ------- | ------- | ----- |
| 2号線 | 乗車人員 | 63,210  | 62,117  | 63,864  | 63,639  | 66,072  | 69,052  | 70,247  | 72,269  | 73,432  | 75,149  | [ 2 ] |
| 2号線 | 降車人員 | 60,102  | 57,276  | 57,986  | 59,267  | 61,793  | 65,427  | 66,678  | 68,923  | 69,921  | 71,908  | [ 2 ] |
| 2号線 | 乗降人員 | 123,312 | 119,393 | 121,850 | 122,905 | 127,866 | 134,479 | 136,926 | 141,192 | 143,353 | 147,056 | [ 2 ] |
| 路線  | 路線     | 2010年  | 2011年  | 2012年  | 2013年  | 2014年  | 2015年  |         |         |         |         | [ 2 ] |
| 2号線 | 乗車人員 | 75,679  | 75,157  | 74,202  | 74,034  | 74,132  | 74,078  |         |         |         |         | [ 2 ] |
| 2号線 | 降車人員 | 72,817  | 72,762  | 71,781  | 72,073  | 72,337  | 72,296  |         |         |         |         | [ 2 ] |
| 2号線 | 乗降人員 | 148,496 | 147,919 | 145,983 | 146,107 | 146,469 | 146,374 |         |         |         |         | [ 2 ] |

## 駅周辺
- ロッテシネマ新林
- Primus新林（朝鮮語版）
- 冠岳郵便局
- 冠岳総合市場
- 国際神学大学院大学校
- ソウル衿川警察署
- 衿川税務署冠岳別館
- 南部小商工人支援センター
- 南ソウル中学校（朝鮮語版）
- 東部アパート
- ポラメ公園（朝鮮語版）
- ポラメ洞（朝鮮語版）
- ソウル特別市ポラメ病院（朝鮮語版）（運営はソウル大学校病院）
- 韓国産業人力公団（朝鮮語版）
- 陽地中央病院
- 道林川（朝鮮語版）

## 隣の駅
ソウル交通公社
 2号線
奉天駅 (229) - 新林駅 (230) - 新大方駅 (231)
ソウル軽電鉄
●新林線
堂谷駅 (S407) - 新林駅 (S408) - 書院駅 (S409)